# アークリー
アークリー（Arkley）は、ロンドンのバーネット・ロンドン特別区にある都市である。チャリング・クロスより10.6マイル(17.1キロメートル)の北北西にある。標高は482フィート(147メートル)に位置しており、ロンドンの標高最高地点の一つである。

## 地名の由来
アークリーという地名の由来は不明である。この地名は、1332年に「Arkleyslond」として初めて記録されている。地名の前半部分は、古英語で「木製の入れ物」を意味する「(e)arc」または「ark」に、後半部分は古英語で「森の開拓地または空き地」を意味する「leāh」に由来すると考えられている。また、Arkleyslondの「lond」は古英語で「耕作地」を意味する。よって、アークリーは「入れ物を作るために開拓された森林」または「入れ物を作る土地」を意味していると考えられている。